# さるかめ合戦 (日本)
『さるかめ合戦』は、日本の山口県青海島に伝わる民話。
テレビアニメ『まんが日本昔ばなし』で「猿亀合戦」として1986年3月29日に放映された。
長門市史では、この民話を大日比から仙崎の分離・独立を示唆しているのではないかと推測している。

## あらすじ
昔、青海島と仙崎はとても近く、引き潮になると歩いて行き来ができた。
青海島は多数のサルが住んでおり、引き潮になると仙崎へ歩いてやって来ていた。
ある日、サルが仙崎へ行こうとすると、途中に大きなカメが眠っていた。カメを動かそうと、サルは大声を上げてカメの首を引っ張るが、驚いたカメは首を甲羅の中に引っ込めてしまう。サルの手はカメの首と甲羅に挟まれて抜けなくなってしまった。仲間のサルもやってきて引っ張り合いになるが、どうしてもサルの手は抜けない。
やはて満ち潮になってきて、カメが首をだすと、その拍子にサルの手は抜けるものの、引っ張る勢いで尻もちをついてしまう。その振動で青海島は仙崎から遠くに離れてしまい、以後、引き潮になっても歩いて行き来することが出来なくなってしまった。